# Khedomerga, Aland
Khedomerga là một làng thuộc tehsil Aland, huyện Gulbarga, bang Karnataka, Ấn Độ.